# Włodzimierzów (gmina Aleksandrów)
Włodzimierzów – wieś w Polsce położona w województwie łódzkim, w powiecie piotrkowskim, w gminie Aleksandrów.
| SIMC    | Nazwa               | Rodzaj    |
| ------- | ------------------- | --------- |
| 0535149 | Karczunek           | część wsi |
| 0535155 | Karczunek nad Lasem | część wsi |

W latach 1975–1998 miejscowość należała administracyjnie do województwa piotrkowskiego.
Wierni Kościoła rzymskokatolickiego należą do parafii św. Apostołów Piotra i Pawła w Dąbrowie nad Czarną.